# سارا لافي
سارا لافي (بالإسبانية: Sara Levy)‏ هي سباحة متزامنة إسبانية، ولدت في 23 مايو 1994 في إسبانيا.

## وصلات خارجية
- سارا لافي على موقع الاتحاد الدولي للسباحة (الإنجليزية)
- سارا لافي على موقع اللجنة الأولمبية الدولية (الإنجليزية)